# For We Are Many
For We Are Many è il quinto album studio del gruppo metalcore statunitense All That Remains, pubblicato il 12 ottobre 2010. For We Are Many è il primo album della band che ha conservato la formazione dell'album precedente. Il 18 agosto 2010 la band ha pubblicato la canzone omonima all'album disponibile in download gratuito. Il 2 settembre la band ha pubblicato il primo singolo, Hold On sul proprio canale YouTube; il video ufficiale della canzone è stato invece pubblicato il 6 ottobre.

## Tracce
1. Now Let the Tremble... – 1:23
2. For We Are Many – 2:59
3. The Last Time – 3:58
4. Some of the People, All of the Time – 3:22
5. Won't Go Quietly – 4:00
6. Aggressive Opposition – 3:45
7. From the Outside – 3:34
8. Dead Wrong – 3:07
9. Faithless – 3:34
10. Hold On – 2:57
11. Keepers of Fellow Man – 3:10
12. The Waiting One – 4:48

Traccia bonus del pre-ordine di iTunes
1. Of the Deep – 2:49

Traccia bonus dell'edizione giapponese
1. Hold On (Radio Version) – 3:09